# Minervella perplexa
Minervella perplexa is een eenoogkreeftjessoort uit de familie van de Leptastacidae. De wetenschappelijke naam van de soort is voor het eerst geldig gepubliceerd in 1965 door Wells & Clark.